# Oger

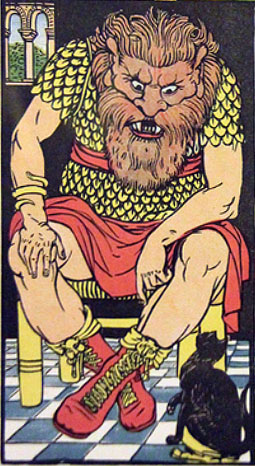
Der gestiefelte Kater vor dem Oger (Illustration von Walter Crane)

Ein Oger ist ein legendärer Unhold, der in Mythologie, Folklore und Fiktion auf der ganzen Welt vorkommt. Sie werden oft dargestellt als große, abscheuliche, menschenähnliche Wesen, die gewöhnliche Menschen fressen, insbesondere Kinder.

## Wortherkunft und Sprachgebrauch

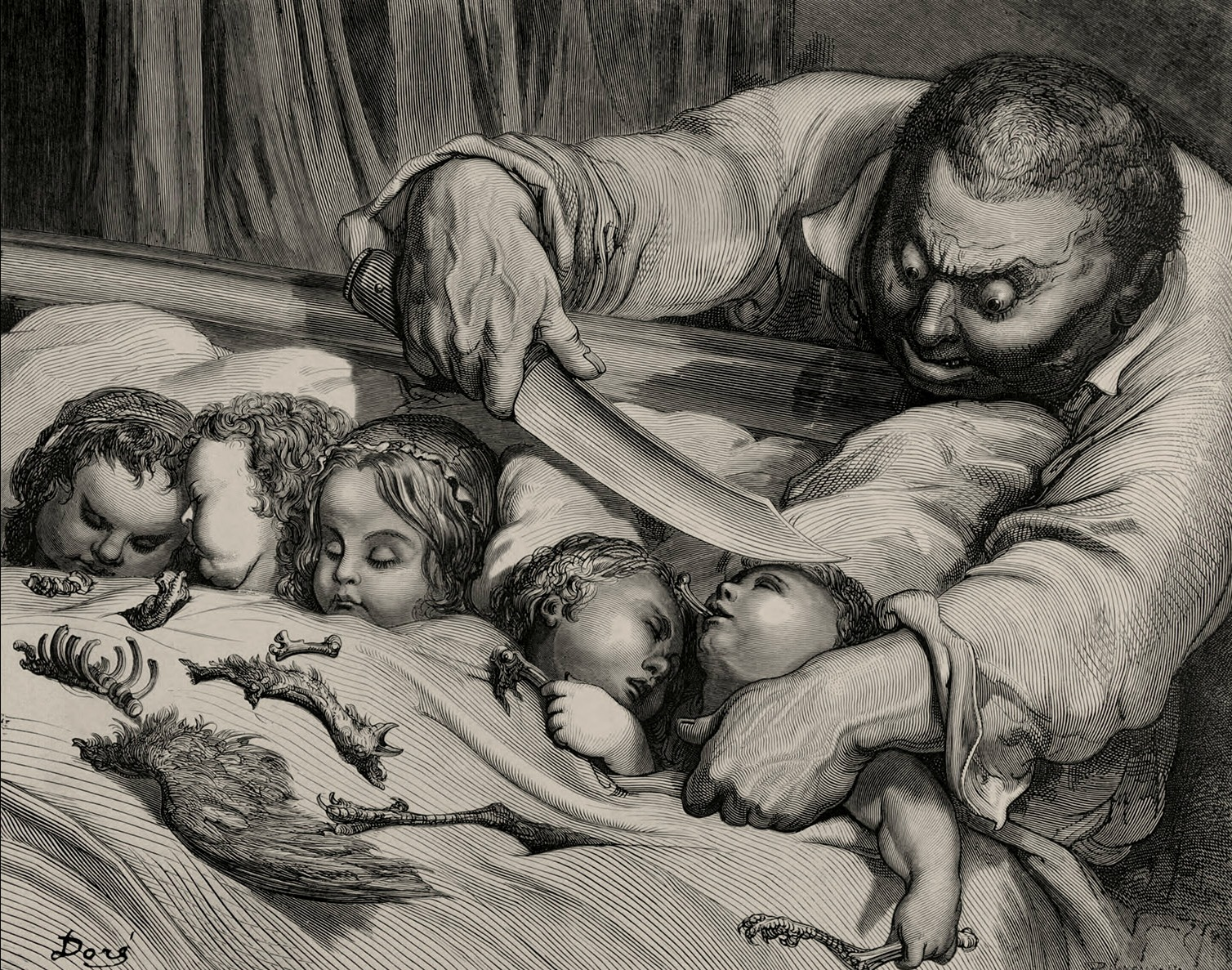
Der Oger aus Der kleine Däumling, Illustration von Gustave Doré

Das Wort ist erst in neuerer Zeit aus dem Englischen übernommen worden, stammt aber ursprünglich aus dem Französischen. Zuvor gab es im Deutschen keine genaue Entsprechung. Wegen der genannten Vorliebe für Menschen- bzw. Kinderfleisch wurde früher das französische ogre ins Deutsche meist als „Menschenfresser“ oder „Kinderfresser“ übersetzt. Das französische Lexem ogre („Unhold, Menschenfresser“) seinerseits ist erstmals 1697 in den Märchen von Charles Perrault belegt, z. B. in dem vom Kleinen Däumling. Moritz Hartmann umschrieb es in einer Nacherzählung des Däumlings (Märchen nach Perrault, Stuttgart 1867) noch mit „Riese“.
Perrault übernahm den Begriff vermutlich von dem als Vorlage benutzten italienischen Autor Giambattista Basile (1575–1632), bei dem es als orco erscheint. Dessen Ursprung ist vermutlich lateinisch Orcus („Gott der Unterwelt“). Orcus wurde auf Gemälden in etruskischen Gräbern als haariger, bärtiger Riese dargestellt. Etymologisch betrachtet, ist der Oger daher vermutlich mit dem Ork verwandt, einem fiktiven Wesen nichtmenschlicher Art, das im 20. Jahrhundert unter anderem in den Erzählungen Der kleine Hobbit und Der Herr der Ringe von J. R. R. Tolkien wiederbelebt wurde.
In dem 2006 erschienenen Roman Zurück kommt nur der Tod von Charlie Higson heißt es, das Wort „Oger“ stamme vom Wort „Ungar“ ab.
Der männliche Held in Theodor Fontanes 1888 erschienenem Roman Irrungen, Wirrungen wird von einem Freund scherzhaft „Oger“ (der eigenen Frau gegenüber) genannt.
Der Oger lautet auch der Titel eines 1921 erschienenen Romans von Oskar Loerke. Allerdings war das Wort im deutschsprachigen Raum eher unbekannt, bis 2001 der Trickfilm Shrek – Der tollkühne Held in die Kinos kam, dessen Hauptfigur Shrek ein „Oger“ ist.
Eine besondere Abart des Ogers ist der zweiköpfige Oger (siehe auch: Ettin).

## Mythologie und Folklore
In der Mythologie werden Oger oft als unmenschlich groß oder zumindest mit einem großen Kopf, reichlich Haar, ungewöhnlich gefärbter Haut, einem unersättlichen Appetit und einem starken Körper dargestellt. Entsprechend sind sie eng mit Riesen und Menschenfressern verbunden. Riesen tragen oft ogrische Züge (z. B. der Riese in Hans und die Bohnenranke sowie der Jötunn der nordischen Mythologie), während Ogern riesenähnliche Züge verliehen wurden.
Bekannte Beispiele von Ogern in der Folklore finden sich in Der gestiefelte Kater und Der kleine Däumling. Andere Figuren, die Ähnlichkeit zum Oger haben, sind Humbaba aus dem Gilgamesch-Epos, Grendel aus Beowulf, Polyphem der Zyklop aus Homers Odyssee, der menschenfressende Riese in Sindbad der Seefahrer, die Oni der japanischen Folklore und die Ghule der vorislamischen arabischen Religion.
Der Afrikaforscher Henry Hamilton Johnston spekulierte, dass die Begegnung zwischen dem aus seiner Sicht monströsen, gorillahaften Neandertaler und dem steinzeitlichen Menschen der Ursprung des Ogers in der Folklore sein könnte. Basierend darauf baute 1921 H.G. Wells in der Kurzgeschichte The Grisly Folk die Darstellung der Neandertaler als Oger und menschenfressende Giganten aus. Allerdings geht die moderne Anthropologie heute davon aus, dass der Neandertaler keine enorme Körpergröße hatte, sondern etwa 150–170 cm groß war.

### „Die Blendung des Ogers“

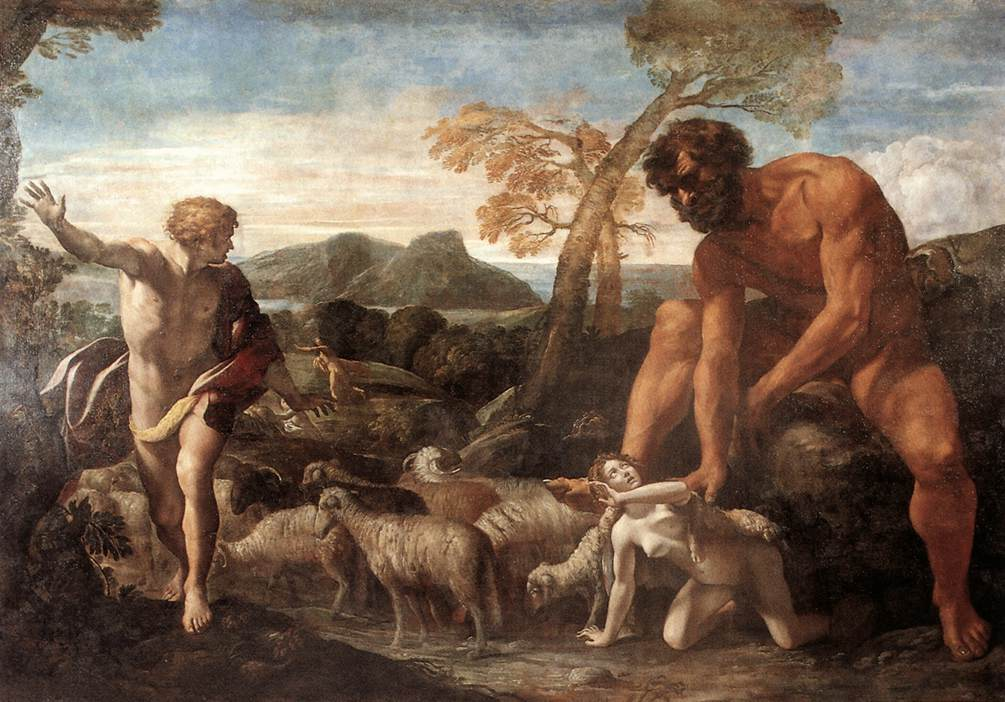
Giovanni Lanfranco: Norandino und Lucina vom Oger entdeckt (ca. 1624), Darstellung einer Szene aus Der rasende Roland

Die tragenden Handlungselemente der Geschichte von Odysseus und Polyphem (u. a. „Ein Ungeheuer überprüft Tiere, die weggehen.“) sind in der Folklore vieler anderer europäischer Ethnien erkennbar. Sie werden als Märchentyp oft zusammengefasst unter dem Titel „Die Blendung des Ogers“. Wilhelm Grimm sammelte Versionen auf Serbisch, Rumänisch, Estnisch, Finnisch, Russisch und Deutsch. Versionen auf Baskisch, Lappisch, Litauisch, Syrisch und Keltisch sind ebenfalls bekannt. Als deutsche Variante des Ogerblendungs-Motivs wird die Erzählung Der Räuber und seine Söhne genannt. Auf Grund der weiten Verbreitung der zentralen Handlungselemente geht die Finnische Schule von einem gemeinsamen Ursprung aus. Es wurde vermutet, dass wohl praktisch alle Versionen auf Johannes de Alta Silvas Dolopathos zurückgingen. Auf Basis von insgesamt 98 Handlungselementen aus 44 verschiedenen Überlieferungen wurde dazu eine phylogenetischen Rekonstruktion, eine Methode aus der Evolutionsbiologie zur Bestimmung der genetischen Abstammung bzw. Verwandtschaftsbeziehungen, durchgeführt. Die Überlieferung in der Version der Walliser erwies sich dabei als diejenige, die einer prähistorischen, europäischen Ursprungsversion am nächsten kam.

### „Der Junge stiehlt des Ogers Schatz“
In ähnlicher Weise wird das englische Märchen Hans und die Bohnenranke mit einem menschenfressenden Riesen als Antagonisten dem Märchentyp ATU 328, Der Junge stiehlt des Ogers Schatz, zugeordnet. Bei diesem geht man von einem proto-indoeuropäischen Ursprung aus.

## Darstellung in den digitalen Medien
Die Details der verschiedenen Darstellungen von Ogern können je nach Quelle sehr unterschiedlich sein. Bestimmte Charakteristika werden ihnen aber fast immer zugeschrieben: eine stattliche Größe und enorme Stärke. Insbesondere erscheinen sie als fettleibig oder aber muskelbepackt. Ihre Kleidung ist in der Regel primitiv. Aus den Knochen ihrer Opfer fertigen sie Trophäen und Talismane, mit denen sie sowohl ihre Behausungen als auch sich selbst schmücken. Oft gibt man ihnen nicht einmal eine zivilisierte Sprache. In diesem Fall beschränkt sich ihre Kommunikation auf das Notwendigste und besteht zu einem Großteil aus Gebärden und Rufen. Ähnlich wie Riesen führen sie oft eine Keule oder andere plumpe Waffen mit sich, sind aber stark auch im waffenlosen Kampf.

## Vorkommen von Ogern in Kultur und Medien

### Film
- Shrek und Fiona, die Hauptcharaktere im Film Shrek – Der tollkühne Held sowie dessen Fortsetzungen
- Winston in dem Fantasyfilm Time Bandits
- Das Märchen der Märchen (ein Drittel des Films basiert auf Der Floh von Giambattista Basile, siehe oben)
- Nish und seine beiden Kumpane in Ella – Verflixt & zauberhaft

### Serien
- In der Serie Gummibärenbande sind Igzorns Ungeheuer an Oger in vielen Farbvarianten angelehnt
- In der Serie Die Schlümpfe taucht der Oger Großmaul auf.

### Videospiele
- Rasse im Warcraft-Universum (Blizzard Entertainment)
- Rasse im MMORPG Everquest (Sony Online Entertainment)
- In den PC-Rollenspielen „Gothic 3“ und „Risen“ von Piranha Bytes
- Im PC-Spiel Black & White ist der Oger Bewacher eines Tores und muss bezwungen werden
- Im PC- und Konsolenspiel Dragon’s Dogma - Dark Arisen müssen Oger in verschiedenen Quests vernichtet werden
- Im Playstation-4-Spiel God of War stellen Oger eine häufig auftretende Gegnerart dar
- In der „The Elder Scrolls“-Computerspiel-Reihe („Morrowind“, „Oblivion“, „Skyrim“ sowie „The Elder Scrolls Online“) sind Oger und Oger-ähnliche Wesen vorhanden, welche auch als solche bezeichnet werden
- Im PC-Strategiespiel „Heroes of Might and Magic“ sind Oger eine primitive Rasse mit starken Angriffs- und Verteidigungswerten, die zu Schamanen aufsteigen können und so primitive Magie wirken können

### Hörspiele
- Groger der (Gold-)Oger aus der Hörspielreihe Erzähl mir was

### Brett- und Rollenspiele
- Im Tabletop-Strategiespiel Warhammer Fantasy, sowie in leicht abgewandelter Form der Ogryn bei Warhammer 40.000, von Games Workshop
- In diversen Dungeons-&-Dragons-Welten, wie z. B. in den Forgotten Realms
- Rassen in den Pen-&-Paper-Rollenspielen Das Schwarze Auge und Shadowrun
- In der HeroQuest-Erweiterung Gegen die Ogre-Horden
- Im Fantasy Rollenspiel Midgard als Monster[10]

### Comics
- Schnittchen aus dem Comic Merlin
- Dämonenrasse im Manga Angel Sanctuary

### Sonstiges
- Der japanische Oger Namahage ist seit 2010 ein Emoji 👹 im Unicode-Standard.[11]

- Laut einer Urban Legend gab die Lettische SSR Plaketten oder Anstecker heraus mit Lenins Konterfei und dem Namen größerer Städte des Landes, darunter auch Ogre, was in diesem Fall einen reißenden Absatz unter englischsprachigen Reisenden verursachte, bis das „Problem“ behördlicherseits entschärft wurde.